# Stara Wieś (Brzozów)
Stara Wieś è una frazione di circa 3.500 abitanti della Polonia sud-orientale (voivodato della Precarpazia), frazione del comune di Brzozów.

## Storia
Il territorio dell'attuale Stara Wieś, che si trovava presso una foresta di betulle, venne concesso dal re di Polonia Casimiro il Grande a un suo cavaliere, Stefan Wojosta, con il permesso di fondarvi un insediamento (2 ottobre 1359): la cittadina costruitavi venne chiamata Brzozów (dal polacco Brzoza, ovvero betulla).
Verso la fine del XIV secolo, per motivi strategico-militari, il centro urbano venne spostato più a sud e l'insediamento originale prese il nome di Stara Wieś (cioè "vecchia frazione").
Vi ha sede la congregazione delle Piccole Ancelle dell'Immacolata Concezione.

## Arte
A Stara Wieś sorgono la chiesa del Corpus Christi, costruita tra il 1359 e il 1375, e quella della Natività di Nostra Signora, eretta a partire dal 1698 sul sito di un edificio ligneo precedente.